# Saint-Pierre-de-Clairac
Saint-Pierre-de-Clairac è un comune francese di 847 abitanti situato nel dipartimento del Lot e Garonna nella regione della Nuova Aquitania.

## Società

### Evoluzione demografica
Abitanti censiti